# Руд Гес
Руд Гес (нід. Ruud Heus, нар. 24 лютого 1961, Горн) — нідерландський футболіст, що грав на позиції захисника. По завершенні ігрової кар'єри — тренер. З 2019 року входить до тренерського штабу клубу «Йонг Утрехт».

## Ігрова кар'єра
У дорослому футболі дебютував 1982 року виступами за команду АЗ, в якій провів чотири сезони, взявши участь у 84 матчах чемпіонату.
Своєю грою за цю команду привернув увагу представників тренерського штабу клубу «Феєнорд», до складу якого приєднався 1986 року. Відіграв за команду з Роттердама наступні десять сезонів своєї ігрової кар'єри. Більшість часу, проведеного у складі «Феєнорда», був основним гравцем команди. За цей час виборов титул чемпіона Нідерландів, чотири рази ставав володарем Кубка Нідерландів та один раз володарем Суперкубка Нідерландів.
1996 року Гес повернувся до АЗ і відіграв за команду з Алкмара 18 матчів в національному чемпіонаті у сезоні 1996/97, після чого завершив ігрову кар'єру.

## Кар'єра тренера
По завершенні ігрової кар'єри розпочав тренерську кар'єру і тренував різні аматорські клуби та молодіжні команди.
З серпня 2019 року став працювати у структурі клубу «Утрехт», де спочатку працював у академії, а 2015 по 2018 рік очолював юнацьку команду до 17 років. З сезону 2019/20 став асистентом головного тренера молодіжної команди «Утрехта».

## Титули і досягнення
- Чемпіон Нідерландів (1):

«Феєнорд»: 1992/93
- Володар Кубка Нідерландів (4):

«Феєнорд»: 1990/91, 1991/92, 1993/94, 1994/95
- Володар Суперкубка Нідерландів (1):

«Феєнорд»: 1991